# 에콜 상트랄 파리
에콜 상트랄 파리(프랑스어: Ecole Centrale Paris, 약칭 ECP 또는 Centrale)는 1829년에 설립된 이공계 연구중심 대학원으로, 프랑스의 그랑제콜(grandes écoles) 고등교육기관 중 하나이다. 공식 명칭은 '중앙공과학교'(Ecole Centrale des Arts et Manufactures)이며, 현 캠퍼스는 파리 인근지역 지프쉬르이베트(Gif-sur-Yvette)에 위치하고 있다.
전반적으로 프랑스의 여러 공업 분야의 기반을 닦은 인재들을 배출하였으며 창업 및 기술혁신에 대한 오랜 전통을 가진 공과대학으로, 프랑스 최고의 엘리트 육성소 중 하나로 인식되고 있다.
에콜 상트랄 파리는 유럽 TIME 연합, CESAER 협회, 상트랄 대학원 연합, 그리고 파리-사클레 대학에 창립멤버로 참여하고 있다.

## 역사
에콜 상트랄의 설립은 유럽 산업혁명 시기에 배경을 두고 있다. 1789년 프랑스 대혁명 이후 프랑스 제1제정을 수립한 나폴레옹은 중앙 집권 체제 강화 및 내정 개혁을 위한 몇가지 방안을 추진하였는데, 그 중 하나는 군사학, 과학기술 교육을 통해 체계화된 엘리트층을 만드는 것이었다. 이러한 발상 아래 도누 교육법(Loi Daunou)이 1795년에 제정되었으며 이에 따라 광산학, 토목공학, 조선공학, 병기공학 등 전문교육을 담당하는 학교들과 군사학을 가르치는 사관학교들을 중심으로 장교, 기술관료 등 고위 공무원 양성을 목표로 하는 초기 '그랑제콜' 체계가 구성되었다.

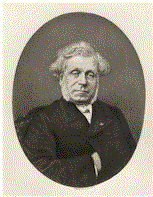
A. Lavallée

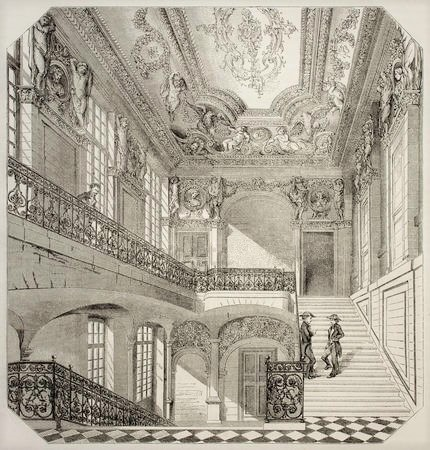
초기 대학건물 내부 (1850)

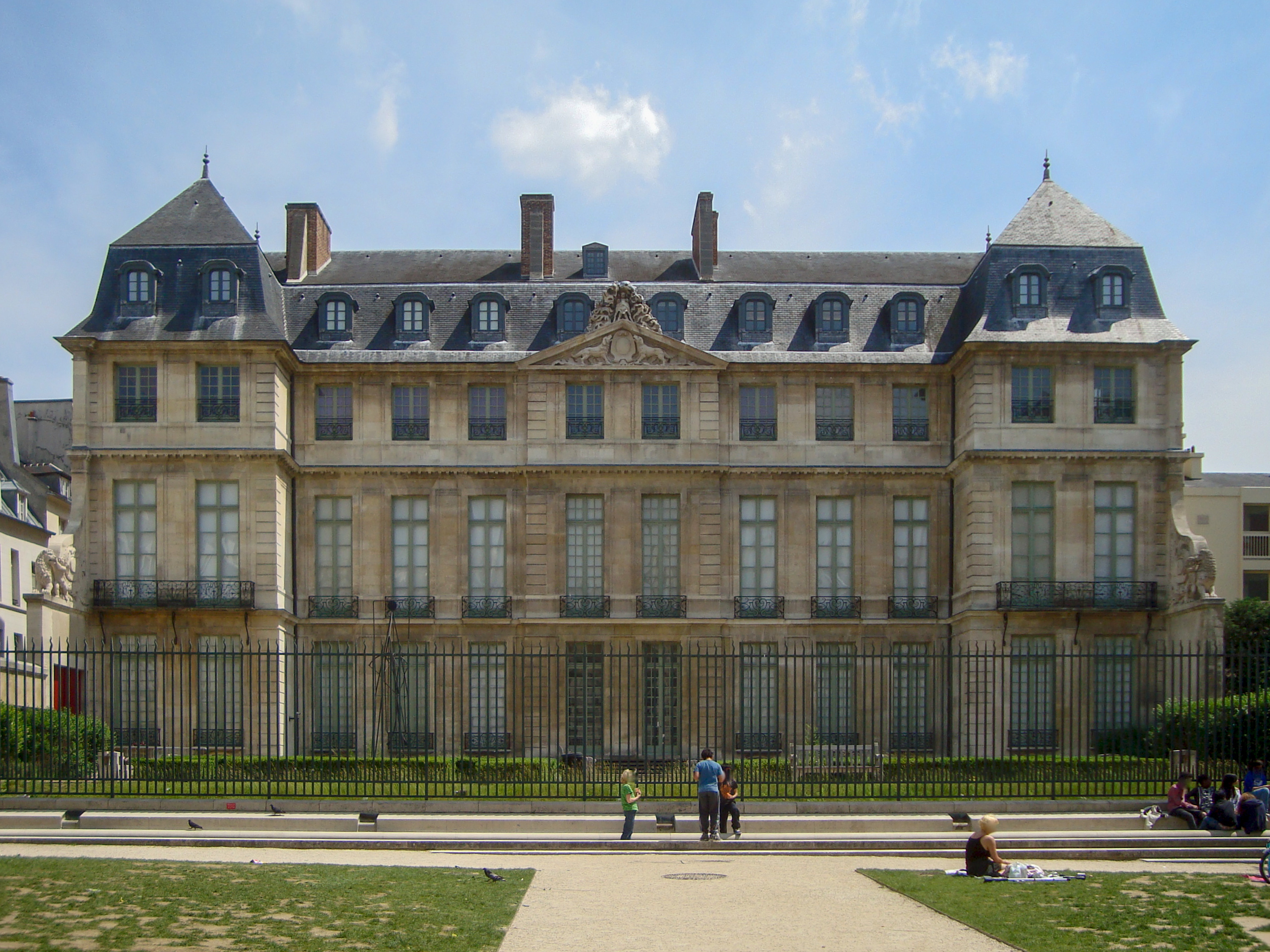
초기 대학건물 외관

한편 18세기 후반 영국에서 증기 기관과 기계 공업의 발달로 산업혁명이 시작되었고, 당시 영국과 경제전쟁을 벌이던 프랑스 또한 공업화를 이룩하기 위해 총력을 기울이게 된다.
하지만 관료 양성을 지향하는 기존의 그랑제콜 체계로는 첨단 산업기술 개발이나 기업 경영을 뒷받침할 공학 인재들을 확충할 수 없었고, 기업가로서 이러한 문제점을 인지한 알퐁스 라바예(Alphonse Lavallée)는 학계와 산업계 간 가교 역할을 책임질 공과대학을 세울 계획을 고안하였다. 개인의 기부금으로 대부분 충당된 설립기금을 마련하고 장바티스트 뒤마, 장 클로드 외젠 페클레(Jean Claude Eugène Peclet), 테오도르 올리비에(Théodore Olivier) 등의 과학자들과 협력하여 1829년 에콜 상트랄은 사립 고등교육기관으로 설립되었으며 1829년부터 1862년까지 라바예가 초대 학장을 지냈다.
초기 대학건물은 파리 중심부에 위치한 구 본관 Hôtel Salé (현재 피카소 박물관) 및 인접부지에 설치되었다. 1829년 11월 개교 당시 연 학비는 약 750프랑이었으며 147명의 학생들이 1기 신입생으로 선발되었다.
처음에는 후원금으로 대학기금이 조성되는 등 에콜 상트랄을 사립 기관으로 유지하려는 노력이 있었으나 금전적으로 어려워지면서 대학의 영구적인 운영을 보장받기 위해 결국 1857년 국가에 소유권을 이양하게 되었다. 이후 나폴레옹이 수립한 왕립대학(Université impériale)체계에 통합되어 일시적으로 Ecole impériale des arts et manufactures(한국어: 왕립공과대학)으로 불리었으며 나폴레옹 3세 폐위 이후 구조 개편을 거쳐 프랑스 고등교육연구부 산하 공립기관(grand établissement)으로 승격되었다. 1862년에는 프랑스 역사상 최초로 국가공인 엔지니어 학위를 수여하였고 박사 학위과정 또한 신설되었다.
1969년 일드프랑스 오드센주에 위치한 샤트네말라브리 부지에 캠퍼스가 신축되었다. 조르주 퐁피두가 참석한 가운데 개교식이 거행되었으며 이때 교명이 에콜 상트랄 파리로 변경되었다.
2015년에는 교육과정 개편을 거쳐 에콜 수페리외르 델렉트리시테(수펠레크)와 통합적 연합을 이루어 '상트랄-수펠레크'(CentraleSupélec)라는 교명으로 재창설되었다. 따라서 2017년까지 운영되던 샤트네말라브리 캠퍼스는 폐쇄되고 지프쉬르이베트(Gif-sur-Yvette)에 메인 캠버스가 준공되었으며 에마뉘엘 마크롱 대통령의 참관으로 개교식이 거행되었다.

## 캠퍼스
현 메인 캠퍼스는 프랑스 수도에서 남쪽으로 20킬로미터가량 떨어진 지프쉬르이베트(Gif-Sur-Yvette)에 위치해 있으며 여러 그랑제콜, 공립대학, 연구기관들과 함께 파리-사클레 부지를 공유하고 있다.

## 교육 및 연구
엔지니어(Ingénieur), 전문석사(Mastère Spécialisé), 연구석사(Master Recherche) 및 박사(Doctorat)과정이 제공되고 있다.
엔지니어과정은 볼로냐 협정의 유럽 공학 석사학위에 준하는 디플롬(Diplôme d'Ingénieur) 학위과정으로, 입학정원은 약 400명이다. 신입생 선발은 프랑스 및 국제 경쟁입시를 통해 이뤄진다. 지원자 중 대다수는 그랑제콜 준비반(classes préparatoires) 또는 타 대학에서 2~3년의 특수 교육과정을 거친 학부생들로 구성되어 있으며 수학, 물리, 화학 등의 주제로 최종 필기/구술시험을 치른 뒤 종합 상위 3~4% 이내의 성적을 거둔 응시생들에게 입학자격이 주어진다. 수업은 주로 불어로 진행되며 교육기간은 3년으로, 수학, 과학, 공학, 경영에 대한 전문적이면서 전반적인 지식을 쌓는데에 중점을 두고 있으며 전공과목은 2학년때부터 수강이 가능하다.
전문석사과정은 각 산업분야에 특화된 기술 및 경영 융합교육과정으로, 불어 또는 영어로 진행되며 약 20개의 세부전공이 존재한다.
연구석사 및 박사과정은 아래 총 7개의 연구소를 중심으로 진행되며 일반적으로 이수기간은 각각 1~2년, 3~4년이다. 연구소 중 세 곳은 프랑스 국립과학연구센터(CNRS)와 함께 공동 운영되고 있다.
- Laboratoire Mathématiques Appliquées aux Systèmes (MAS)
- Laboratoire Énergétique Moléculaire et Macroscopique, Combustion (EM2C)
- Laboratoire de Génie Industriel (LGI)
- Laboratoire de Mécanique des Sols, Structures et Matériaux (MSSMat)
- Laboratoire Structure, Propriétés et Modélisation des Solides (SPMS)
- Laboratoire de Physique Quantique et Moléculaire (LPQM)
- Laboratoire de Génie des Procédés et Matériaux (LGPM)

## 평가

#### CentraleSupélec
에콜 상트랄은 프랑스의 선도 고등교육기관 그랑제콜 중에서도 최상위 대학으로, 해마다 각종 프랑스 언론매체에서 실시하는 이공계 그랑제콜 순위에서 1-3위를 기록하고 있다.
2020년 영국 THE(Times Higher Education) 세계대학랭킹에서 발간한 순위에 따르면 세계 최고 기업들에 대한 에콜 상트랄 졸업생들의 채용 경쟁력(employability)은 국내 1위, 세계 22위로 평가되고 있다.

#### Paris-Saclay University
또한 파리-사클레 대학을 구성하는 기관으로서 2020년 중국 주관 ARWU 세계대학학술랭킹 및 아랍에미리트 주관 CWUR 세계대학랭킹에서 각각 세계 14위, 32위에 선정되었다.
2019년 미국 주관 US News 세계대학랭킹(U.S. News & World Report Best Global University Ranking)에서 세계 30위(유럽 7위, 국내 1위) 대학으로 선정되었으며 특히 물리학 부문 세계 5위(유럽 1위), 수학 부문 세계 1위에 평가되었다.

## 동문
(알파벳순)
- Thomas Baroukh (2009) - 올림픽 조정 선수
- Denis Baupin (1984) - 프랑스 국민의회 부의장
- Mehdi Bazargan (1933) - 이란 국무총리, 민주화 운동가
- Charles Beigbeder (1988) - 기업인
- Julien Benda (1891) - 철학가, 『지식인의 배반』 저자, 노벨문학상 후보
- Alfred Belpaire (1843) - Belpaire 증기기관 연소실 발명
- Hervé Biausser (1973) - CentraleSupélec 총장
- Louis Blériot (1895) - 단엽기 발명, Blériot Aéronautique 창립
- Charles-Édouard Bouée (1991) - 롤랜드버거(Roland Berger) CEO
- Yves Bouthillier (1921) - 프랑스 재무부장관
- Francis Bouygues (1946) - 부이그(Bouygues) 창립
- Sébastien Candel (1968) - 프랑스 과학 아카데미 학회장
- André Chapelon (1921) - 증기기관 개발
- Edmond Coignet (1879) - 철근 콘크리트 발명
- Louis Curchod (1849) - 국제 전기 통신 연합 사무총장
- Georges Darrieus (1910) - Darrieus 수직축 풍력발전기 발명
- Maurice Donnay (1885) - 극작가
- Jean-Jacques Dordain - 유럽우주국 사무총장, 국제우주대학 총장
- Gustave Eiffel (1855) - 에펠탑, 자유의 여신상 설계
- Delphine Ernotte (1989) - Orange 부회장, 프랑스 텔레비지옹 CEO
- Pierre Failliot (1913) - 올림픽 육상 선수
- Charbel Farhat (1983) - 스탠퍼드 항공우주공과대학 학장
- Jean Fourastié (1930) - 경제학자, 파리 정치대학 교수
- Robert Galley (1949) - 프랑스 국방부 · 국토교통부 · 과학기술부 장관
- Henry de Geymüller (1860) - 건축가, 미술사가
- François Goulard (1976) - 프랑스 고등교육연구부 장관
- Henri Gouraud (1967) - Gouraud shading 그래픽기법 발명
- Théophile Guibal - 몽스 공과대학 설립, Guibal 광산용 송풍기 발명
- Sam Hocevar (2002) - 데비안(Debian), VLC 미디어 플레이어 개발
- Jean-Sébastien Jacques - 리오틴토 그룹(Rio Tinto) 최고경영자
- William Le Baron Jenney (1856) - 마천루 설계
- Gaston Juchet (1955) - 르노(Renault) 자동차 디자이너
- Soulaymane Kachani (1999) - 컬럼비아 대학 교수 및 부학장
- Étienne Klein (1981) - 물리학자, 철학자
- Lyesse Laloui (1989) - 로잔연방공과대학 및 듀크 대학 교수
- Pierre-Georges Latécoère (1906) - Latécoère, Aéropostale 창립
- Georges Leclanché (1860) - 물리학자, 르클랑셰 전지 발명
- Solomon Lefschetz (1905) - 수학자, 피카르-렙셰츠 이론
- Émile Levassor (1864) - Panhard 창립, 4행정 기관 발명
- Bernard Liautaud (1984) - BusinessObjects 창립
- René Lorin (1901) - 램제트(ramjet)엔진 발명
- Jacques Maisonrouge (1948) - IBM 총장
- Anatole Mallet (1858) - 복식 기관(compound engine) 발명
- André Michelin (1877) - 미쉐린 창립
- Édouard Michelin (1987) - 미쉐린 대표이사
- Pierre-Alain Muet (1968) - 프랑스 하원의원
- Ernest Noël (1870) - 프랑스 상원 및 하원의원
- Étienne Œhmichen (1908) - 헬리콥터 및 스트로보스코프 발명
- René Panhard (1864) - Panhard 창립, 4행정 기관 발명
- Gilbert Passin (1984) - 테슬라 모터스 부사장
- Gérard Pélisson (1955) - 아코르 호텔 그룹(AccorHotels) 창립
- Armand Peugeot - 푸조 창립
- Robert Peugeot (1895) - 푸조 회장
- Benoît Potier (1979) - 에어리퀴드 (Air Liquide) CEO
- Francisque Reymond (1852) - 프랑스 하원의원
- Norbert Rillieux - 다중효용증발기(multiple-effect evaporator) 발명
- Constantin Rozanoff (1928) - 공군조종사, 프랑스 최초 초음속비행
- Alphonse Eléonor Sagebien (1833) - Sagebien wheel 수차 발명
- Raphaël Salem (1921) - 수학자, 조화해석학, Salem number
- Marcel Schlumberger (1907) - 슐룸베르거(Schlumberger) 창립
- Jean Dionis du Séjour (1979) - 프랑스 하원의원
- Carlos Tavares (1981) - PSA 푸조 시트로엥 회장
- Édouard Vaillant (1862) - 프랑스 하원의원
- Boris Vian (1942) - 소설가, 극작가, 시인
- Paul-Louis Weiller (1914) - SNECMA, 에어프랑스 설립
- Charles Wyplosz (1970) - 경제학자, 국제연구 대학원 교수

## 교수
(알파벳순)
- Paul Émile Appell - 수학자, 아펠 행렬
- Raymond Barre - 경제학자, 유럽위원회 부회장, 프랑스 총리
- Sébastien Candel - 물리학자, 프랑스 과학 아카데미 회장
- Jean Chazy - 수학자, 천체역학
- Jean-Daniel Colladon - 물리학자, 수중 음속 분석
- Gustave-Gaspard Coriolis - 물리학자, 코리올리 효과
- Luigi Crocco - 공기역학, 로켓추진연소학 선구자, 칼텍 GALCIT 연구소장[14]
- Jean Baptiste Dumas - 화학자, 원자질량 분석
- Léon Guillet - 금속공학자
- Jacques Hadamard - 수학자, 소수 정리, 코시-아다마르 정리
- Claude-Auguste Lamy - 화학자, 탈륨(thallium) 원소 발견
- Joseph Liouville - 수학자, 스튀름-리우빌 이론, 리우빌 정리
- Anselme Payen - 화학자, 디아스타아제 및 셀룰로스 발견
- Eugène Péclet - 물리학자, 페클레 수 (Péclet number)
- Émile Picard - 수학자, 피카르 정리, 피카르 군
- Jean Robieux - 물리학자, 레이저 광학

## 같이 보기
- (영어) CentraleSupélec 주관 취업 박람회